# Гиренок, Фёдор Иванович
Фёдор Ива́нович Гирено́к (род. 17 марта 1948) — советский и российский философ, специалист по философской антропологии и вопросам экологии. Доктор философских наук (1989), профессор (1999). Заведующий кафедрой философской антропологии философского факультета МГУ имени Ломоносова.

## Биография
В 1970 году окончил среднюю школу в своём родном городе Алейске (Алтайский край). Срочную службу проходил на Тихоокеанском флоте. На БПК (большой противолодочный корабль проекта 1134, после 1977 года — ракетный крейсер) «Владивосток» под командованием капитана 1-го ранга А. П. Мамончикова совершил дальний поход из Ленинграда, через Балтийск, Северодвинск и Севастополь во Владивосток. Нес боевую службу в Индийском океане и выполнял задачи боевой службы в центральной и северо-западной части Тихого океана, в непосредственной близости от побережья США. В 1976 г. окончил философский факультет МГУ имени М. В. Ломоносова. Однокурсник — доктор философских наук Семён Аркадьевич Экштут. В 1979 году там же окончил аспирантуру. В 1980 году в МГУ имени М. В. Ломоносова защитил диссертацию на соискание учёной степени кандидата философских наук по теме «Теоретико-методологический статус концепции ноосферы в современной науке» (специальность 09.00.08 — «Философия науки и техники»).
С 1980 года — младший научный сотрудник, с 1984 года — старший научный сотрудник, с 1989 года — ведущий научный сотрудник Центрального совета философских (методологических) семинаров при Президиуме АН СССР.
В 1987 году в Московском государственном педагогическом институте имени В. И. Ленина защитил диссертацию на соискание учёной степени доктора философских наук по теме «Экология как феномен самосознания цивилизации» (специальность 09.00.01 — диалектический и исторический материализм).
В 1990—1992 годах — ведущий научный сотрудник ИНИОН АН СССР, с 1992 года — ведущий научный сотрудник Института философии РАН. С 1999 года — профессор кафедры философской антропологии философского факультета МГУ.

## Деятельность
Ф. И. Гиренок — один из ведущих современных российских представителей такого направления в философских исследованиях, как философская антропология. Идеи, развиваемые Гиренком близки к европейскому постмодернизму и постструктурализму. Сам Гиренок определяет собственное творчество как «археоавангард» (оригинальная интерпретация постмодерна, акцентирующая своё внимание на понятии времени).
Характерной чертой работ Гиренка является их лаконичный и метафоричный стиль. На вопрос, каким должен быть современный философский текст, Фёдор Гиренок отвечает следующим образом: «Текст должен быть кратким. Я должен иметь возможность прочитать его между остановками в метро. В нём не должно быть ничего лишнего. Это должно быть концептуальное письмо. Текст должен очаровывать и занимать. Это должно быть произведение литературы. Одна метафора может быть дороже многостраничного эссе».
В настоящий момент ведет активную научно-преподавательскую деятельность на кафедре Философской антропологии Философского факультета МГУ им. Ломоносова. Кроме того, занимается публицистикой. Является членом Академии философии хозяйства.
С 2019 года основатель Московской Антропологической Школы (МАШ).

## Мнения о Ф. И. Гиренке
Ф. И. Гиренок — противоречивая фигура в современном российском интеллектуальном пространстве. Мнения о нём также противоречивы.
- Как указывал телеканал «Культура», «большая часть философов теперь — это те, кто преподает. Если ещё пишут книги, как Гиренок, — это большая редкость и удача»[7].
- По мнению Алексея Нилогова и Сергея Шаргунова, «точность философского мышления в его произведениях достигается разработкой не только специального технического языка, но и поэтической организацией текста, — использованием глубинных ресурсов языка: пословиц, поговорок, сказок, языка повседневности, национальных идиом»[8].
- Преподаватель философского факультета МГУ им. Ломоносова и НИУ ВШЭ Максим Горюнов: «В научном мире Гиренок известен как автор эпатажных теорий о том, что человек — не разумное, а галлюцинирующее существо, и мы произошли не от умной обезьяны, взявшей в руки палку-копалку, а от обезьяны, страдающей от аутизма. А кроме того, ударными статьями о великой сермяжной правде в газете „Завтра“ и неистовой критикой современной науки за слабость дерзаний. В негласных рейтингах философов он располагается в первой десятке вместе с Валерием Подорогой, Олегом Генисаретским, Павлом Тищенко и другими корифеями из Института философии Академии наук»[9].

Фёдор Гиренок, возможно, является одним из авторов понятия о русском космизме.

## Научные труды

### Монографии
- Гиренок Ф. И. Экология. Цивилизаци. Ноосфера / Отв. ред. Н. Н. Моисеев; АН СССР, Центр. совет филос. (методол.) семинаров при Президиуме АН СССР. — М. : Наука, 1987. — 182 с.
- Гиренок Ф. И. Русский космизм. — М., 1990.
- Гиренок Ф. И. Экология: человек и природные системы : Обзор / Сов. отд-ние Междунар. фонда за выживание и развитие человечества; [Ф. И. Гиренок]. — М. : ИНИОН, 1990. — 19 с. (Специализир. информ. по пробл. экологии. АН СССР, ИНИОН).
- Гиренок Ф. И. Судьба русской интеллигенции. — М., 1991.
- Гиренок Ф. И. Ускользающее бытие. — М.: ИФ РАН, 1994. — 220 с. ISBN 5-201-01856-4.
- Гиренок Ф. И. Метафизика пата Архивная копия от 14 апреля 2009 на Wayback Machine. — М., 1995. — ISBN 978-5-8291-1543-2.
- Гиренок Ф. И. Экология, цивилизация, ноосфера. — М.: Наука, 1997.
- Гиренок Ф. И. Картография дословности. Патология русского ума. — М.: «Аграф», 1998. — 416 с. — ISBN 5-7784-0043-8.
- Гиренок Ф. И. Философия наивности. — М., 2001. — ISBN 5-211-04000-7.
- Гиренок Ф. И. Последнее слово: к философии современного религиозного бунтарства. — Абакан : изд-во Хакас. гос. ун-та им. Н. Ф. Катанова, 2005. — 79 с. ISBN 5-7810-0319-3
- Гиренок Ф. И. Удовольствие мыслить иначе. — М.: Академический проект, 2008. — 235 с. (Технологии философии) ISBN 978-5-8291-0975-2
- Гиренок Ф. И. Аутография языка и сознания. / Московский гос. ун-т им. М. В. Ломоносова, Московский гос. индустриальный ун-т — М.: МГИУ, 2010. — 248 с. — (Современная русская философия). ISBN 978-5-2760-1851-5.
- Гиренок Ф. И. Абсурд и речь. Антропология воображаемого. — М.: Академический проект, 2012. — 240 с. — (Философские технологии: hic et nunc). ISBN 978-5-8291-1383-4.
- Гиренок Ф. И. Фигуры и складки. — М.: Академический проект, 2014. — 249 с. ISBN 978-5-8291-1560-9
- Гиренок Ф. И. Клиповое сознание: клипы в науке, клипы в философии, клипы в политике, клипы в искусстве, клипы в образовании, неклиповое. — М.: Проспект, 2016. — 256 с. ISBN 978-5-392-19235-9, 1000 экз.
- Гиренок Ф. И. Свобода и судьба. Что мы поняли благодаря пандемии? М.: Проспект, 2020. 80 с. ISBN 978-5-392-32713-3
- Гиренок Ф. И. Введение в сингулярную философию. М.: Проспект, 2021. 304 с. ISBN 978-5-392-32759-1, 1000 экз.

### Статьи
- Диалектика и эклектика в исследовании человека // Диалектика и научное мышление. М., 1988;
- Явь и грезы бесконечного тупика // Социум. 1992. № 5.
- Новое язычество // Кризис современной цивилизации. Выбор пути. — М., 1992.
- Антропологические конфигурации философии // Философия хозяйства. 2001. № 1.

## Фильмография
- Удовольствие мыслить иначе (реж. М. Дитковский, 2009) — фильм российского кинорежиссёра и сценариста Дитковского Марка Самойловича, созданный по одноимённой книге[11].

## Цитаты Фёдора Гиренка
Глубоких людей нужно лечить мышлением. Эту рецептуру придумал Кант. Ведь мыслить — значит представлять мир посредством понятий. Если в глубинах внутреннего мира рождаются фантазмы и совершается забвение чувства реальности, то задача ума состоит в том. чтобы перехитрить чувственность глубокого. Вытащить её на свет понятий, вывернуть наружу и задать культурными формами.
«Человек сам себе дает себя». Эта кантовская формула бессмыслицы лежит в основе деятельностной антропологии. То есть нельзя мыслить человека как бытие или небытие. Его лучше представлять как действие. — Ведь если мы будем мыслить человека как бытие, то неизбежно придем к антиномиям. Ибо рождаясь, человек будет рождаться без себя. Ему будет не хватать себя. Чтобы себе дать себя. нужно, чтобы тебя не было. А если тебя нет, то как ты можешь себе дать себя.